# 원선지
원선지(1288년 ~ 1377년)는 원경의 아들이자 원부의 손자이다.
1307년 낭장, 이듬해 좌우위 호군을 역임했다.
폐신(嬖臣)주 01)인 아버지의 추천으로 7세에 서면도감판관(西面都監判官)이 되고 좌우위호군(左右衛護軍)의 직에 올랐다.
1311년(충선왕 3) 원나라에 있던 충선왕에게 불려가 우부대언(右副代言)·지삼사사(知三司事)가 되었으며, 또 아버지의 직을 물려받아 소신교위 정동도진무(昭信校尉征東都鎭撫)가 되었다.
이 때 충선왕이 연경(燕京)에 머물러 있으면서 본국에 돌아갈 뜻을 보이지 않았기 때문에 김심(金深)과 함께 왕을 모시고 귀국하려고 모의하다가 왕의 뜻을 거슬려 파직당하고 귀국하였다.
충숙왕 즉위 초에 지면주사(知沔州事)로 나갔다가, 판선공시사(判繕工寺事)에 이어 대사헌 판전의시사(大司憲判典儀寺事)가 되었다. 1320년(충숙왕 7) 환관 빠앤투그스[伯顔禿古思]의 모략으로 충선왕이 티베트(吐蕃, 西藏)로 유배되고, 충숙왕이 원나라에 머물자 고려인이 거의 조적(曺頔)의 당에 들었으나 홀로 의리를 버리지 않았으므로 모두 이를 칭찬하였다.원상 (고려)
1324년 밀직부사가 되고, 이어 동지밀직사사(同知密直司事)에 이르러 사임하였다. 다시 검교첨의평리(檢校僉議評理)가 되었으나 물러나 한거하였다. 거문고와 바둑에 능하였고, 약제(藥劑)에 조예가 깊어 많은 사람을 구제하였다.
아들은 원송수(元松壽)이며, 손자는 원상(元庠)이다.